# 2022年美國州務卿選舉
2022年美國州務卿選舉將於2022年11月8日舉行，在27個州選舉州務卿。 這些選舉將與其他幾個聯邦、州和地方選舉同時舉行。
由於前任唐納德·特朗普總統聲稱2020年大選被盜，州務卿選舉變得越來越重要。許多人認為，如果選舉結果令落選候選人不悅，諸如州務卿之類的選舉官員可能有權推翻2024年總統大選。因此兩黨在這些競選上花費的資源比之前的周期要多得多。 支持特朗普關於2020年大選被盜的聲明的共和黨國務卿候選人聯盟在美國優先國務卿聯盟名單下組織起來。
這組州的上一次選舉在2018年。佛蒙特州州務卿任期兩年，最後一次當選是在2020年。 此外共和黨人金·懷曼因在總統祖·拜登政府中任職行政職位而辭職，華盛頓州舉行特別選舉 (華盛頓州務卿選舉定期在總統選舉年舉行)。
進入選舉，有27名共和黨州務卿和20名民主黨州務卿。 13位民主黨州務卿即將競選，其中羅德島州 的內莉·戈比已達任期限制，亞利桑那州的凱蒂·霍布斯、康涅狄格州的丹妮絲·美梅里爾、伊利諾州的傑西·懷特和佛蒙特州的吉姆·康多斯即將退休。 14名共和黨州務卿即將競選，其中阿拉巴馬州的約翰·梅里爾 和 內華達州的芭芭拉·切加夫斯克已達任期限制，而爱達荷州的勞倫斯·丹尼、北達科他州的阿爾文·耶格和懷俄明州的爱德華·布坎南即將退休。
共和黨人將捍衛喬·拜登在2020年（喬治亞州和內華達州中贏得的兩個州），民主黨人將捍衛唐納德特朗普贏得的零個州。然而民主黨人正在捍衛拜登僅以微弱優勢贏得的幾個州的席位，包括亞利桑那州、威斯康星州和密歇根州。